# Osvaldo Castro
Osvaldo Castro Pelayo, né le 17 octobre 1948 à Copiapó, est un joueur de football international chilien. Il est le meilleur buteur de l'histoire du football chilien avec 351 buts en 592 matchs officiels.

## Biographie
Castro commence sa carrière au Chili à l'Unión La Calera en 1965. Il part ensuite pour le Deportes Concepción en 1969 où il devient meilleur buteur du championnat en 1970 avec 36 buts. Il inscrit 136 buts lors de ses cinq premières saisons au Chili. En 1971, il part au Mexique au Club América. Lors de la saison 1973-1974, « Pata Bendita » devient meilleur buteur de la Primera División de Mexico. En 1975, Castro est vendu aux Jalisco de Guadalajara. Il termine sa carrière en 1984 avec les Pumas de la UNAM. Il joue avec l'équipe du Chili de football à quatre occasions lors des qualifications pour la coupe du monde 1978.